# Secunderabad

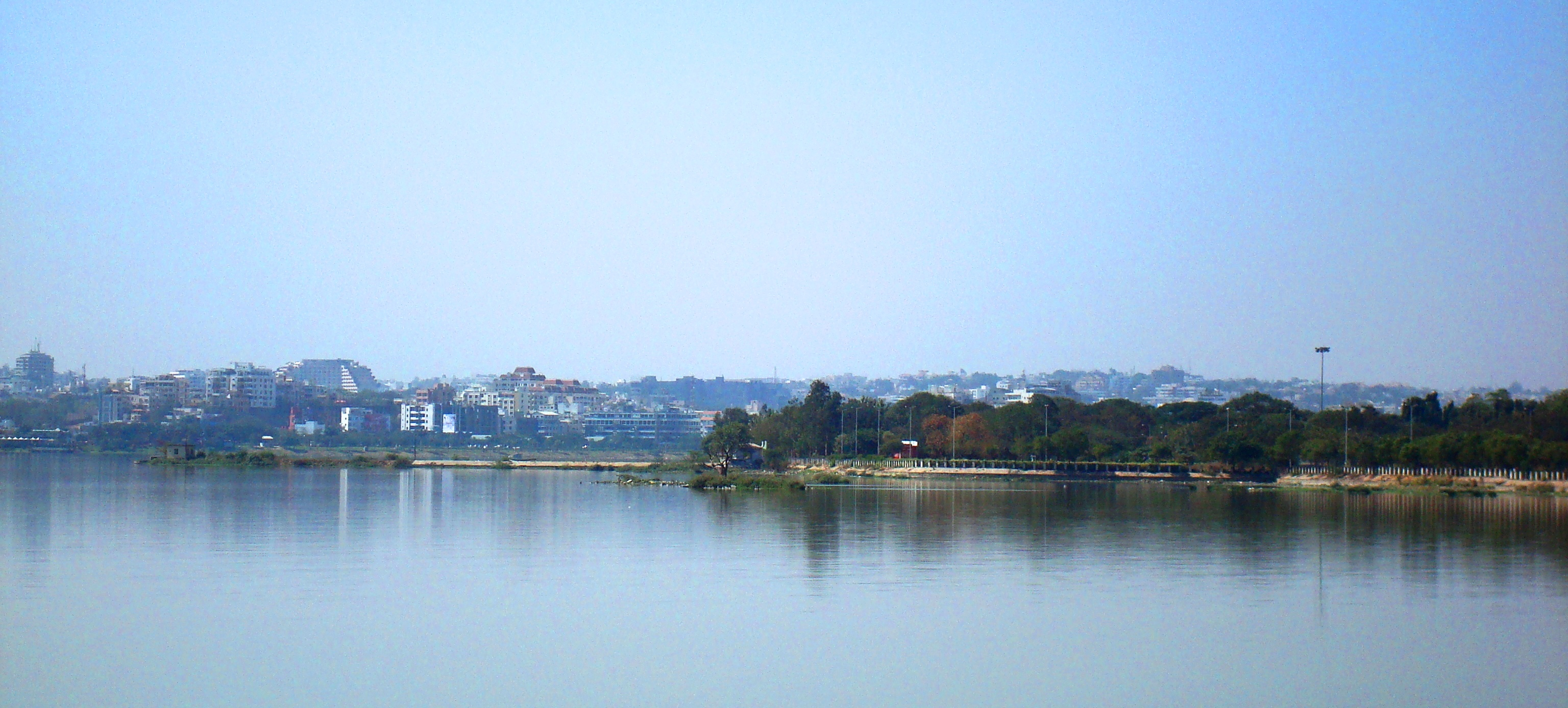
Llac Hussain que separa Secunderabad d'Hyderabad

Secunderabad (Sikandarabad) (telugu సికింద్రాబాద్, urdú سکندرآباد) és una ciutat d'Andhra Pradesh a la regió de Telangana, al nord d'Hyderabad i part de l'àrea metropolitana d'aquesta. La municipalitat de Secundarabad fou abolida fa pocs anys i incorporada a Hyderabad. Al costat té la zona de l'aeroport de Begumpet; Hyderabad i Secunderbad formen ara una sola ciutat però els seus antics termes estan separats pel llac artificial Hussain Sagar (LLac Hussain) construït al segle xvi. Nuclis populosos de la ciutat són entre altres Paradise Circle, Trimulgherry, Marredpally, Tarnaka, Kharkhana i Ranigunj. Està situada a 17° 27′ N, 78° 30′ E / 17.45°N,78.5°E; apareix encara separadament al cens del 2001 amb una població de 204.182 habitants.

## Història
Es va crear el 1807 com a cantonment (campament militar) agafant el nom del nizam Sikandar Jah (Sikandarabad) i fou un dels campaments militars més grans de l'Índia Britànica. Les forces allí estacionades eren conegudes formalment com a Força Subsidiària, posada al servei del nizam contra un pagament que sortia de dels ingressos dels districtes cedits pel nizam el 1800 (Districtes Cedits); pel seu pagament el 1853 fou assignat també Berar en un nou tractat (modificat el 1860). Fins aquest moment el cantonment era un grup de cabanes que s'estenia en fila per uns 5 km d'est a oest, amb l'artilleria al centre i a l'esquerra i la infanteria a la dreta; a partir de 1850 va començar a expandir-se fins a cobrir 57 km² i nombrosos pobles; es van construir nous edificis per les tropes europees, i es van millorar els de les natives. El cantonment tenia seu principal a Bolarum i altres estacions eren Ellichpur a Berar, i cinc ciutats al principat d'Hyderabad: Aurangabad, Hingoli, Jalna, Amba (Mominabad) i Raichur. El 1857 les tropes subsidiàries i l'anomenat contingent d'Hyderabad van romandre lleials. El 1901 tenia 83.550 habitants als que s'havia de sumar els de Bolarum i Trimulgherry que eren 12.888. Vers 1885 hi va servir Winston Churchill com a subaltern de l'exèrcit. El 1902, per un acord, el contingent d'Hyderabad va deixar d'existir com a força separada i fou incorporat a l'exèrcit indi; els altres cantonments, excepte el d'Aurangabad, foren evacuats i Bolarum va ser fusionat a Secundarabad. La guarnició de Secundarabad-Bolarum era el 1904 d'un regiment britànic, dos de cavalleria nativa, una bateria muntada, tres d'artilleria de campanya, dos batallons britànics i sis regiments d'infanteria nativa amb una companyia de sapadors i miners; el cantonment combinat estava format per les àrees de Secunderabad, Chilkalguda, Bowanpalli, Begampet, Trimulgherry, North Trimulgherry i Bolarum.

## Temples
- Sri Ujjaini Mahankali Temple
- Sri Ganesh a Gopalpuram
- Sri Hanuman a Tadbund
- Sri Sai Baba

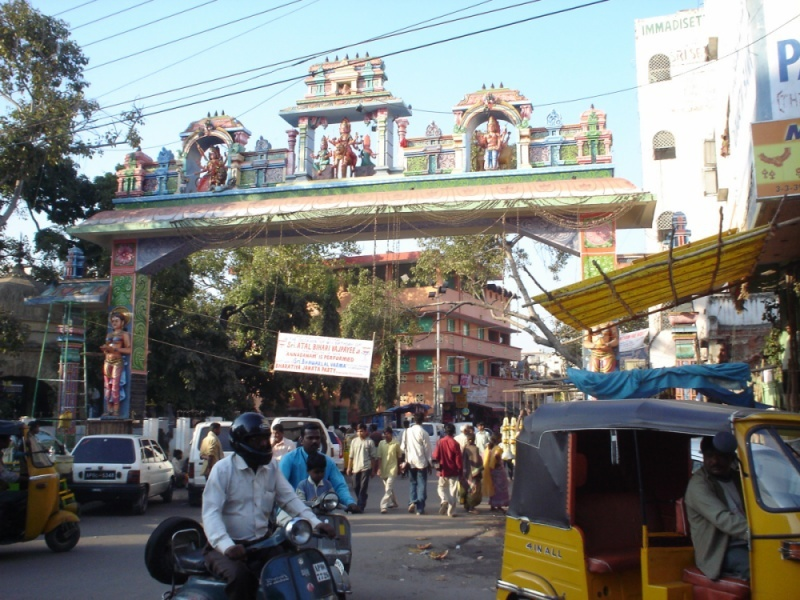
Temple Mahankali

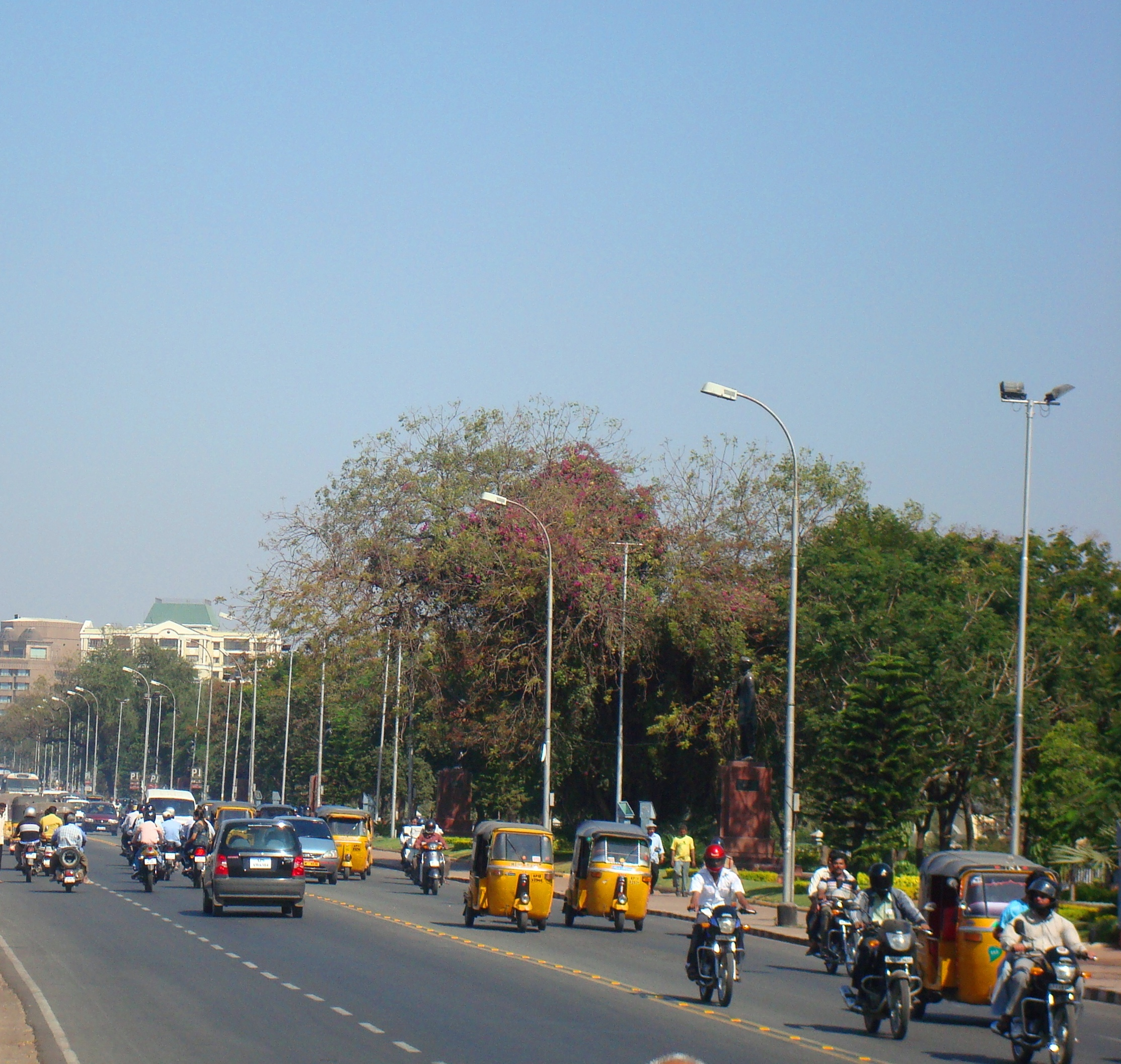
Tank Bund Road que connecta Secunderabad i Hyderabad

- Sree Ayyappa Devasthanam a Bolarum
- Lord Venkateswara (Ratnalayam) a Shamirpet
- Sri Sarveswaralayam a Marredpally
- ISKCON
- Sri Subramanya Swamy a Padmarao Nagar
- LakshmiNarayana Swamy
- Sri Venkateshwara
- Sant Joan Baptista
- Santa Maria
- Wesley
- Sant Tomàs
- Tots Sants a Trimulgherry
- Santa Trinitat a Bollarum

## Barris
- Alwal
- Bandimet
- Begumpet
- Bolarum
- Bolarum Bazar
- Bowenpally
- Chilkalguda
- Defence Colony
- Karkhana
- Kavadiguda
- Kompally
- Lakshmi Nagar Colony
- Lalbazar
- Lalapet
- Lallaguda
- Lothkunta
- Malkajgiri
- Mahatma Gandhi Road
- Marredpally
- Neredmet
- Deen Dayal Nagar
- Padmarao Nagar
- Paradise
- Rani Gunj
- RKPuram
- Risala Bazar
- Safilguda
- Sainikpuri
- Sikh Village
- Sitaphalmandi
- Tarnaka
- Trimulgherry
- Kummarguda
- Kamala Nagar
- Ferozguda
- Shivaji Nagar
- Pan bazar
- Old Bhoiguda
- Kalasiguda
- Warasiguda
- Chilikalguda
- Parsigutta